# NGC 3204
NGC 3204 is een balkspiraalstelsel in het sterrenbeeld Leeuw. Het hemelobject werd op 24 december 1827 ontdekt door de Engelse astronoom John Herschel.

## Synoniemen
- UGC 5580
- MCG 5-25-1
- ZWG 154.3
- PGC 30214